# Bernard Roy (administrateur)
Pour les articles homonymes, voir Bernard Roy et Roy.
Bernard Roy, de son nom complet Jean Baptiste Bernard Roy, né le 28 mai 1845 à Marigny-le-Cahouët et mort le 24 mai 1919 à Tunis, est un diplomate et homme politique français.

## Formation (1845-1871)
Bernard Roy naît le 28 mai 1845 à Marigny-le-Cahouët (Côte-d'Or) dans la maison éclusière no 23 du Canal de Bourgogne où son père est maître-éclusier. À 18 ans, il quitte la Bourgogne pour Paris où il trouve un emploi dans la librairie Letaille, rue Garancière. L'année suivante, il postule à l'administration des télégraphes où il est reçu en novembre 1864.
D'abord nommé stagiaire à Paris, il en profite pour suivre les cours à la Sorbonne et au Collège de France. En mai 1865, il est nommé à Chalon-sur-Saône où il ne reste que quatre mois avant d'être muté en Algérie. Il s'agit de son dernier poste en France métropolitaine.
Le 30 septembre 1865, il quitte Chalon pour Batna. En février 1866, il est muté à Constantine, à l'époque où l'armée française en Algérie rêve de pouvoir poursuivre ses conquêtes de l'autre côté de la frontière avec la Tunisie.
La Tunisie est alors ravagée par une épidémie de typhus qui fait suite à la brutale répression après l'insurrection menée par Ali Ben Ghedhahem en 1864. Cela n'empêche pas Bernard Roy d'être volontaire pour rejoindre les bureaux de télégraphe qui y sont construits depuis que la France en a obtenu le monopole en 1859.
Le 2 juin 1867, il est muté à Sousse. Il occupe par la suite des postes à La Goulette, Bizerte et Le Bardo avant de rejoindre Le Kef le 4 novembre 1871 à l'âge de 26 ans, ce qui constitue le tournant de sa carrière.

## Directeur du télégraphe et agent consulaire au Kef (1871-1889)
Située à quarante kilomètres de la frontière algérienne, la citadelle du Kef occupe une position stratégique primordiale. Elle surveille la route principale entre Constantine et Tunis. Sa proximité avec l'Algérie explique pourquoi la ville et ses environs abritent de nombreuses tribus algériennes. C'est pourquoi le directeur du poste de télégraphe y est aussi agent consulaire.
Bernard Roy développe son poste en créant un réseau de surveillance de toute la région qui s'étend de Tabarka à Gafsa grâce à la part qui lui est personnellement allouée sur les taxes de la chancellerie. Cela lui permet de retrouver les troupeaux volés en Algérie et d'en obtenir la restitution, mais aussi de surveiller la contrebande et le commerce des armes avec l'Algérie. Mais il est surtout félicité pour son travail grâce aux renseignements obtenus sur les insurgés algériens qui ont trouvé refuge en Tunisie. Le 28 novembre 1877, le général Alfred Chanzy, gouverneur général de l'Algérie, le remercie en personne pour avoir permis la capture de Bou-Guerra Ben Belkhassem. Les félicitations lui sont renouvelées le 14 octobre 1879 pour les renseignements qui ont permis d'arrêter des trafiquants d'armes.
Mais tout ce travail d'espionnage porte surtout ses fruits en avril 1881, lorsque la France intervient en Tunisie pour y imposer son protectorat. Il est alors le premier à transmettre à Tunis, le 4 avril, la nouvelle qu'une rumeur a incité les tribus tunisiennes à se soulever pour réclamer des terres en Algérie que le bey de Tunis aurait confisquées. Quatre jours auparavant, des tribus kroumirs tunisiennes ont attaqué une tribu algérienne, la raison officielle de l'intervention du corps expéditionnaire qui entre en Tunisie le 24 avril.
Le 26 avril, l'armée du général François Auguste Logerot se présente devant Le Kef. Seul Européen resté dans la ville avec son ouvrier italien, Pietro Brignone, Bernard Roy tient Tunis au courant grâce au télégraphe de l'évolution des réactions dans la ville menacée. Malgré le danger, il multiplie les démarches auprès des autorités religieuses et du gouverneur de la ville, Si Rechid, pour les inciter à ouvrir les portes de la ville et éviter ainsi un bain de sang. Il finit par obtenir gain de cause : la ville est investie à 11 heures du matin.
En récompense de sa conduite, Bernard Roy est fait chevalier de la Légion d'honneur le 7 mai suivant. Le traité de protectorat est signé au Bardo le 12 mai 1881. Deux mois plus tard, la Tunisie se soulève. Là encore, le réseau d'espionnage mis en place montre son efficacité. Les insurgés, emmenés par le chef des Ouled Ayar, Ali Ben Amar, bloquent toutes les routes entre Tunis et Le Kef. Mais rien de ce qui se dit ou se trame dans les tribus n'échappe aux espions de Roy. L'insurrection est balayée en novembre 1881.
Il est alors temps de s'occuper de la mise en place d'une administration civile pour surveiller la population tunisienne et s'occuper des colons français qui commencent à arriver. Grâce à sa connaissance de la population tunisienne, Roy met en place une administration tunisienne dirigée par des notables francophiles et écarte tous ceux qui ont combattu l'influence française.
Afin de retirer les pouvoirs aux militaires, des contrôles civils sont créés à partir de 1884 pour administrer la population européenne et surveiller la population tunisienne. La nomination de Bernard Roy au poste de contrôleur civil du Kef est l'occasion d'un combat féroce entre Paul Cambon, résident général de France en Tunisie, et le général Georges Boulanger, commandant du corps expéditionnaire de Tunisie. Boulanger, inquiet de la forte personnalité de Roy, veut réduire l'étendue de ses attributions alors que Cambon compte sur lui pour transférer tous les pouvoirs aux civils. La défaite finale de l'option militaire permet l'extension des contrôles civils à toute la Tunisie, à l'exception du Sud resté aux mains des militaires.

## Secrétaire général du gouvernement tunisien (1889-1919)
Le 13 septembre 1889, après cinq ans au poste de contrôleur civil du Kef, Roy est nommé secrétaire général du gouvernement tunisien. Dans le cadre du protectorat, le secrétaire général est la courroie de transmission entre la résidence générale et le gouvernement tunisien. Placé auprès du grand vizir, il lui transmet les ordres de la résidence et s'assure qu'ils sont bien pris en compte. Arabophone, connu et apprécié des Tunisiens dont il se sent très proche, Roy devient très vite un Premier ministre officieux. Il reste à son poste jusqu'à sa mort trente ans plus tard.
Il reproduit à l'échelle nationale ce qu'il a réalisé au Kef : il s'appuie sur les grandes familles de notables en choisissant les francophiles et en retirant leurs responsabilités à celles qui n'ont pas fait la preuve de leur allégeance. Il réfrène les ardeurs des administrateurs pressés de rénover la Tunisie de fond en comble. Il se permet ainsi de répliquer au résident général Justin Massicault : « On ne devient pas bédouin en six mois ».
Ses instructions aux contrôleurs civils reposent sur le dogme résidentiel du quieta non movere : « L'administration indigène, écrivait-il, comporte en elle-même un certain nombre d'imperfections que nous ne pouvons nous flatter de faire disparaître parce qu'elles sont inhérentes aux mœurs mêmes et au caractère de la population arabe ». Il est donc très rapidement la cible de ceux qui appellent à une politique assimilationniste. La rumeur circule même qu'il se serait converti à l'islam. Plus tard, il devient la cible des Jeunes Tunisiens qui y voient un adversaire de la modernisation et de l'émancipation de leur pays.
Revers de la médaille, certains caïds nommés par Roy se révèlent plus francophiles qu'honnêtes. Il nomme ainsi caïd de Téboursouk, puis de Souk El Khemis, son ancien chaouch illettré, dont les notables se plaignaient qu'il eût détourné 280 000 francs en trois ans, ce qui n'empêche pas la résidence de leur répondre « qu'il était un excellent agent ». D'autres caïds corrompus, tels celui des Jlass et des Souassi ou celui de Tajerouine, bénéficient d'une impunité totale pour les mêmes raisons. Ce respect des « mœurs arabes » ne protège pas pourtant que des caïds prévaricateurs ; Roy emploie sa « diplomatie jamais lassée » à éviter les percées qu'on envisage déjà à l'époque dans la médina de Tunis. Son souci du calme politique l'aurait amené à répondre à un autre haut fonctionnaire qui lui demandait de faire cesser les réactions bruyantes d'une confrérie à La Marsa : « Je sacrifie volontiers une nuit de sommeil par semaine pour sauvegarder la tranquillité du gouvernement ».
Peut-être a-t-il en tête d'assurer à la France une occupation la plus longue possible en agissant ainsi. Le traité du protectorat stipule que « l'occupation cessera lorsque les autorités militaires française et tunisienne auront reconnu, d'un commun accord, que l'administration locale est en état de garantir le maintien de l'ordre ». Pour les uns, notamment parmi les Tunisiens instruits, c'est un point de départ dont le poids s'allège au fur et à mesure que le pays évolue. « Dans cette conception, disait Roy, le régime du protectorat se détruit au fur et à mesure qu'il réalise le but qu'on lui assigne ». Sa politique a l'avantage d'assurer à la Tunisie une stabilité montrée en exemple. Il faut attendre sa mort pour voir surgir un mouvement nationaliste avec la création du Destour.
Le 28 avril 1910, le secrétariat général est scindé en deux : Urbain Blanc devient secrétaire général pour l'Administration et Bernard Roy secrétaire général pour la Justice. Ce dernier est chargé de l'achèvement de la réorganisation de la justice tunisienne entamée depuis 1896. Elle s'achève en 1913 par la promulgation du Code pénal. Mais il a également conservé dans ses attributions les affaires de la famille beylicale, la Direction des antiquités et des arts (actuel Institut national du patrimoine) et l'école des jeunes filles musulmanes. C'est en effet sur son ordre que cette école, subventionnée par les habous, est édifiée en 1908 sur l'emplacement du Dar El Bacha entre la rue Gharnouta et la rue du Sabre.
On le charge aussi de la présidence de la section indigène de la Conférence consultative créée en 1910. Cette instance est chargée de donner son avis sur les réformes fiscales. Après la disparition de Bernard Roy, lorsqu'on demande au délégué de Kairouan ce qu'il pense de son successeur, celui-ci répond : « Oh ! dit-il, il est loin de valoir le défunt. Figurez-vous qu'il nous met souvent dans l'embarras, en nous demandant notre avis, sans nous souffler à l'avance l'attitude à adopter. C'est vraiment gênant ».
La rédaction du Code pénal étant achevée, Bernard Roy pense prendre sa retraite en 1914. Le déclenchement de la Première Guerre mondiale le ramène à Tunis. Il y reste jusqu'à son décès le 24 mai 1919.

## Héritage

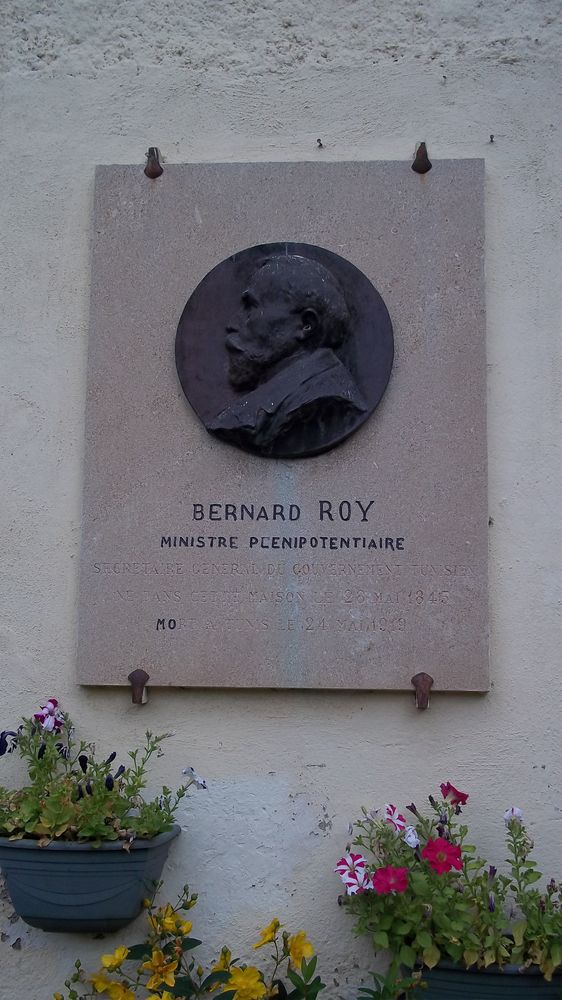
Médaillon de bronze sur sa maison natale.

Bernard Roy est enterré au cimetière de Marigny-le-Cahouët où la rue principale porte son nom depuis 1928. Une rue Roy au Kef, entre la place de l'école des filles et le Dar El Bey, est débaptisée à l'indépendance pour devenir la rue Farhat-Hached.
Le 22 juillet 1928, un médaillon posé sur sa maison natale est inauguré. Il reproduit le buste de Bernard Roy au-dessus de l'inscription « Bernard Roy, ministre plénipotentiaire, secrétaire général du gouvernement tunisien, né dans cette maison le 28 mai 1845, mort à Tunis le 24 mai 1919 ». Parmi les 158 souscripteurs, on note Gabriel Alapetite, René Cagnat, Raymond Lantier, Gabriel Puaux, Jules Toutain, Pierre de Witasse, M'hammed Belkhodja, Charles Nicolle, Louis Poinssot, Eugène Regnault, Charles Saumagne et Abdeljelil Zaouche.

En 1973, Habib Bourguiba — qui n'a que seize ans au moment de son décès — donne son avis sur Bernard Roy lors d'une conférence consacrée à sa vie de combattant : 

« Les gens du Kef jouissaient d'une situation spéciale en Tunisie. Bernard Roy, secrétaire général pour la Justice était un petit employé des postes au Kef, avant le protectorat. Soi-disant expert dans les questions tunisiennes pour avoir connu le pays avant l'établissement de la domination française, il parvint au grade de secrétaire général pour la Justice pendant qu'Urbain Blanc, secrétaire général pour l'Administration, dirigeait effectivement les affaires du pays. »

## Travaux épigraphiques et historiques
Son poste au Kef entre 1871 et 1889 en fait l'intermédiaire obligé pour tous les historiens qui explorent la région sur la trace des textes antiques relatant l'épopée d'Hannibal Barca ou la conquête romaine. Il se passionne alors pour l'épigraphie latine et les fouilles archéologiques. Ses nombreux échanges avec les plus grands historiens de l'époque attestent de la valeur de ses travaux. D'après Gabriel Puaux, il est le découvreur de 464 inscriptions latines recensées dans le Corpus Inscriptionum Latinarum.
Grâce aux nombreuses découvertes faites au Kef et dans les environs, il ouvre un musée dans le Dar El Bey de la ville. Ces pièces sont par la suite transférées à Tunis pour y constituer le premier fonds du futur musée du Bardo.
Sa passion pour l'Antiquité et l'histoire de la Tunisie ne le quitte pas à Tunis. Il est de ceux qui se battent pour sauvegarder la médina de Tunis. Il est à l'origine de la publication de la Nomenclature et répartition des tribus en 1900 ainsi que d'un catalogue des manuscrits et ouvrages historiques de la bibliothèque de la mosquée Zitouna.
En 1902, il acquiert des héritiers du chroniqueur Ibn Abi Dhiaf les droits d'édition et de traduction de son ouvrage intitulé Ithaf Ahl al-zaman bi Akhbar muluk Tunis wa 'Ahd el-Aman ; il compte en publier une traduction mais n'en a pas le temps. Il a également en chantier un corpus des inscriptions arabes dont il publie des fragments dans La Revue tunisienne en 1915 et 1918. Aidé par son collaborateur, Si Mogdad el Ouertani, il recense une grande partie des inscriptions arabes de Kairouan qui sont ainsi sauvées de l'oubli. La mort ne lui laisse cependant pas le temps de publier tous ces travaux.

## Témoignages de ses contemporains
Deux ans après son décès, Charles de Monchicourt — qui est alors contrôleur civil à Makthar — en trace ce portrait : 
« Il savait la langue du Prophète comme un de ses disciples, lisait les vieilles écritures coufiques, recueillait les anciennes inscriptions arabes, connaissait à fond l'histoire et les habitudes des indigènes. Modeste et effacé dans sa vie, accueillant pour tous, paternel, fin diplomate, ces derniers le considéraient, pour ainsi dire, comme un des leurs. Il jouissait chez eux d'une immense influence. On lui racontait les affaires les plus secrètes, les questions de famille les plus intimes. Les Jeunes Tunisiens n'aimaient pas cet homme qui faisait aimer la France. Mais le peuple le vénérait à l'égal des membres du charaâ. À ses obsèques assistait une foule consternée : le cheikh de la confrérie des Kadria pleurait comme un enfant [...]

Privée de l'expérience de Bernard Roy, reconstituée avec des éléments trop nouveaux pour jouir déjà d'un ascendant personnel, le seul qui compte en pays arabe, l'administration de la régence se trouva désemparée [...] Et le monde indigène, ne pouvant plus invoquer ou escompter l'appui de Roy, n'ayant plus personne, sauf Dieu, à qui conter ses peines, personne à qui demander conseil, rebuté par des mesures irréfléchies, se laissa dériver vers le Destour offert à sa détresse par les Jeunes Tunisiens.
Rappelons qu'après que les Cambon et les Massicault eurent organisé le protectorat en rénovant, étayant ou remplaçant les vieux cadres beylicaux, on avait adopté une ligne de conduite qui plaisait au peuple. Bernard Roy, le personnage le plus représentatif de cette tendance, se plaisait à une politique paternelle et conservatrice, basée sur sa profonde connaissance de la langue, des usages et des croyances. Son mot d'ordre était : ne pas toucher ou toucher le moins possible aux lois et aux mœurs. Cette manière d'agir accoutuma à nous nos protégés, heureux de voir avorter des projets de changements hasardeux, conçus de temps en temps par quelque roumi aussi bien attentionné que dangereux. Elle nous affectionna les gens religieux, les traditionalistes, les confréries, c'est-à-dire l'immense majorité de la population. Elle irrita les amis des réformes, minorité alors négligeable […]

Bernard Roy était mort en mai 1919, sans laisser d'élèves, soit qu'il fut inimitable ou qu'il eût craint de former des candidats à sa succession avant l'heure, soit que d'autres aient écarté par avance, comme gênants parce que trop compétents, les fonctionnaires susceptibles de chausser ses babouches. »
Gabriel Puaux – qui a travaillé avec lui – dit de lui en 1954 : 
« Deux hommes ont contribué au succès du protectorat : Gaston Dubourdieu, qui dirigea pendant de longues années les finances tunisiennes dans un esprit de fermeté, de souplesse et d'imagination constructive ; Bernard Roy, érudit arabisant, qui exerça les fonctions de secrétaire général du gouvernement de 1889 à 1918. En eux, s'incarnent les deux aspects du régime : une technique occidentale ingénieuse et progressive et un respect intelligent de tout ce qui touche à la religion musulmane. Bernard Roy possédait ce don précieux que l'on appelle en arabe le Hilmr, cette courtoisie sous laquelle se devine une autorité sans faiblesse ; jamais un geste de colère, mais la calme affirmation d'une volonté qui ne cède point. En collaboration amicale avec un Premier ministre, Sidi Bou Attour, d'une valeur égale aux meilleurs hommes d'État de l'Occident, M. Roy maintint la société musulmane dans un état de calme et de confiance d'une stabilité anachronique. D'aucuns lui reprochaient de ne pas pratiquer la religion du Progrès. L'Islam demeurait en Tunisie, comme au Maroc, plus immuable qu'en aucun autre pays du monde (les villes fermées d'Arabie exceptées). Toutes les institutions d'un caractère religieux, justice charaïque, habous, université de l'Olivier, écoles coraniques fonctionnaient sans ingérence de la France. »

## Distinctions
- Chevalier de la Légion d'honneur (1881)[34]
- Officier de la Légion d'honneur (1903)[34]

## Œuvres
- Bernard Roy, M'hammed Belkhodja et Mohammed ibn Othman al-Hachaichi, Extrait du catalogue des manuscrits et des imprimés de la bibliothèque de la Grande mosquée de Tunis, éd. Imprimerie Picard, Paris, 1900.
- Bernard Roy et Paule Poinssot, avec le concours de Louis Poinssot, Inscriptions arabes de Kairouan, 2 vol., éd. Publications de l'Institut des hautes études de Tunis, Paris, 1950-1958.